# Laguna Colorada (Tabasco)
Laguna Colorada es una ranchería del municipio de Balancán ubicado en la subregión de los Ríos del estado mexicano de Tabasco.

## Geografía
La localidad se ubica a 8.5 kilómetros (en dirección noreste) de la localidad de Balancán de Domínguez, la cabecera y lugar más poblado del municipio. Se sitúa en las coordenadas geográficas 17°44′05″N 91°30′17″O / 17.734722, -91.504722, a una elevación de 20 metros sobre el nivel del mar.

## Demografía
Según el Conteo de Población y Vivienda 2020, efectuado por el Instituto Nacional de Estadística y Geografía, la localidad de Laguna Colorada tiene 104 habitantes, de los cuales 50 son del sexo masculino y 54 del sexo femenino. Su tasa de fecundidad es de 3.2 hijos por mujer y tiene 39 viviendas particulares habitadas.
| Gráfica de evolución demográfica de Laguna Colorada entre 1910 y 2020 |
|                                                                       |
| INEGI.                                                                |